# 間々田孝夫
間々田 孝夫（ままだ たかお、1952年2月1日 - ）は、日本の社会学者、立教大学名誉教授。1952年富山県に生まれ、1960年東京に転居。1970年都立西高から、東京大学文学部社会学科・大学院社会学研究科へ進む。1981年金沢大学専任講師・助教授、立教大学助教授・教授を歴任。専門は、消費社会論、消費文化論、経済社会学、生活意識研究、社会階層論など。
主たる研究分野は、消費社会、消費文化。日本の社会学界では、この分野の代表的研究者と目されている。理論研究では、これまで過度に「記号的消費」に集中していた消費社会研究を相対化し、多元的な消費文化の並立を強調する「消費三相理論」を構築した。また悲観主義的な消費社会観を排し、これからの消費社会の理念となりうる「第三の消費文化」の発展を主張している。他方では、長い社会調査の経験を活かし、門下生を含む中堅研究者のグループ「グローバル消費文化研究会」（通称GLOCON）の代表者として大規模な統計的社会調査を続け、研究成果を蓄積している。2020年、経済社会学会高田保馬賞受賞。

## 経歴
- 1970年3月 東京都立西高等学校卒業
- 1974年3月 東京大学文学部社会学科卒業
- 1979年3月 東京大学大学院社会学研究科博士課程単位取得退学（富永健一に師事）
- 1981年4月 金沢大学文学部専任講師
- 1989年4月 立教大学一般教育部助教授
- 1995年4月 立教大学社会学部教授[11]
- 2017年4月 立教大学名誉教授[1]

立教大学在職時は社会学研究科博士後期課程主任、現代文化学科長、社会学部長（兼社会学研究科委員長）などを歴任。

## 学説
1980年代以降注目を浴びた消費社会の研究は、「記号的消費」の概念一色に塗りつぶされ、消費文化=記号としての消費が席巻する文化との認識が常識化した。それに対して間々田は、実証的アプローチによって現代の消費社会を捉えようとし、消費記号論を批判的にとらえようとする意思を示してきた。その後、消費社会に見られる「脱物質主義」の傾向を指摘し、また消費記号論は「文化価値」に注目した点で評価ができるが、記号の消費が経済の旺盛な需要を占めるようになったわけではなく、記号としての文化的差異を物的な消費財に結びつける修辞的レトリックを使用したことは誤りであったと主張する。記号的消費は消費の一部に過ぎず、他の様々な消費のありようを考慮することなしに消費の動態を把捉することは不可能であるとの立場をとった。そして「多元的消費観」の立場を具体化した「消費三相理論」において、合理化と量的拡大を進める「第一の消費文化」、見せびらかしの消費（誇示的消費）や差異化を自己目的化した消費を求める「第二の消費文化」、消費に精神の充足と社会的配慮を求める「第三の消費文化」の三つの消費文化という三つの類型を設定した。この三つの消費文化とさらには消費文化自体を否定的にとらえる「ゼロの消費文化」を加えつつ、現代の複雑な消費現象を整理し特徴づけている。
このうち「第三の消費文化」は、現代消費社会に見られる、実質的な楽しみや満足を求める傾向（文化的消費と呼ばれる）、環境や発展途上国への負荷を避けようとするさまざまな傾向（社会的消費と呼ばれる）という2原則を総合するものであり、文化的消費と社会的消費は十分両立すると主張されている。第三の消費文化は現在最も活発に追求されているもので、21世紀の消費社会の理念となりうるものと位置付けられている。第一の消費文化と第二の消費文化は従来の議論の再構成であるが、この第三の消費文化は著者のオリジナルな着想である。
以上の学説は、消費社会論＝記号的消費論ととらえられてきたこの分野の常識をくつがえすものであり、陳腐化し沈滞した消費社会研究に新たな視点と分析枠組を与えたものと考えられる。

## 学会活動
- 日本社会学会（1978年 - ）
- 経済社会学会（1980年 - ）2016年9月 - 2019年9月まで会長
- 関西社会学会（1981年 - ）
- 生活経済学会（1985年 - ）
- 日本社会心理学会（1992年 - ）[1][27]

## 社会活動
- 郵政省郵便貯金に関する調査研究会会員（初期は研究員。1976年 - 1994年）
- 郵政省簡易保険・郵便年金に関する調査研究会会員（1982年 - 1995年）
- 中小企業事業団需要動向調査食生活編総合検討会委員（1998年 - 2002年）
- 家庭裁判所調査官試験委員会臨時委員（2001年 - 2006年）
- 簡易保険文化財団理事（2001年 - 2006年）
- 郵政総合職採用試験専門委員（2003年 - 2006年）
- 簡易裁判所判事選考委員会委員（2003年 - 2017年）[27]

## 著書

### 単著
- 『行動理論の再構成――心理主義と客観主義を超えて』（福村出版、1991年）[1]
- 『消費社会論』（有斐閣、2000年）[1][28]
- 『消費社会のゆくえ――記号消費と脱物質主義』（有斐閣、2005年）[1][28]
- 『第三の消費文化論――モダンでもポストモダンでもなく』（ミネルヴァ書房、2007年）[1][28]
- 『21世紀の消費――無謀、絶望、そして希望』（ミネルヴァ書房、2016年）[1][27][28]
- 『幸福のための消費学』（作品社、2025年）[29][30]

### 編著
- 『現代日本の階層意識』(1995年SSM全国調査報告書第6巻）（文部省科学研究費特別推進研究成果報告書、1998年）
- 『消費社会の新潮流――ソーシャルな視点 リスクへの対応』（立教大学出版会、2015年）[1]

### 共著
- （中山慶子、渡辺秀樹、松本三和夫、三重野卓）『社会システムと人間』（福村出版、1987年）
- （坂井素思）『経済社会を考える――消費・産業の様式(モード)とアンサンブル――』（放送大学教育振興会、2019年）
- （藤岡真之、水原俊博、寺島拓幸）『新・消費社会論』（有斐閣、2021年）[28]

### 共編著
- （直井優、盛山和夫）『日本社会の新潮流』（東京大学出版会、1993年）
- （富永健一）『日本人の貯蓄――行動と意識』（日本評論社、1995年）[1][28]